# Else Rauch
Else Rosa Rauch, geb. Meyer (* 26. Juni 1888 in Lüneburg; † 10. Mai 1942 im Vernichtungslager Kulmhof) war eine deutsche Lehrerin und Opfer der Nationalsozialisten.

## Leben

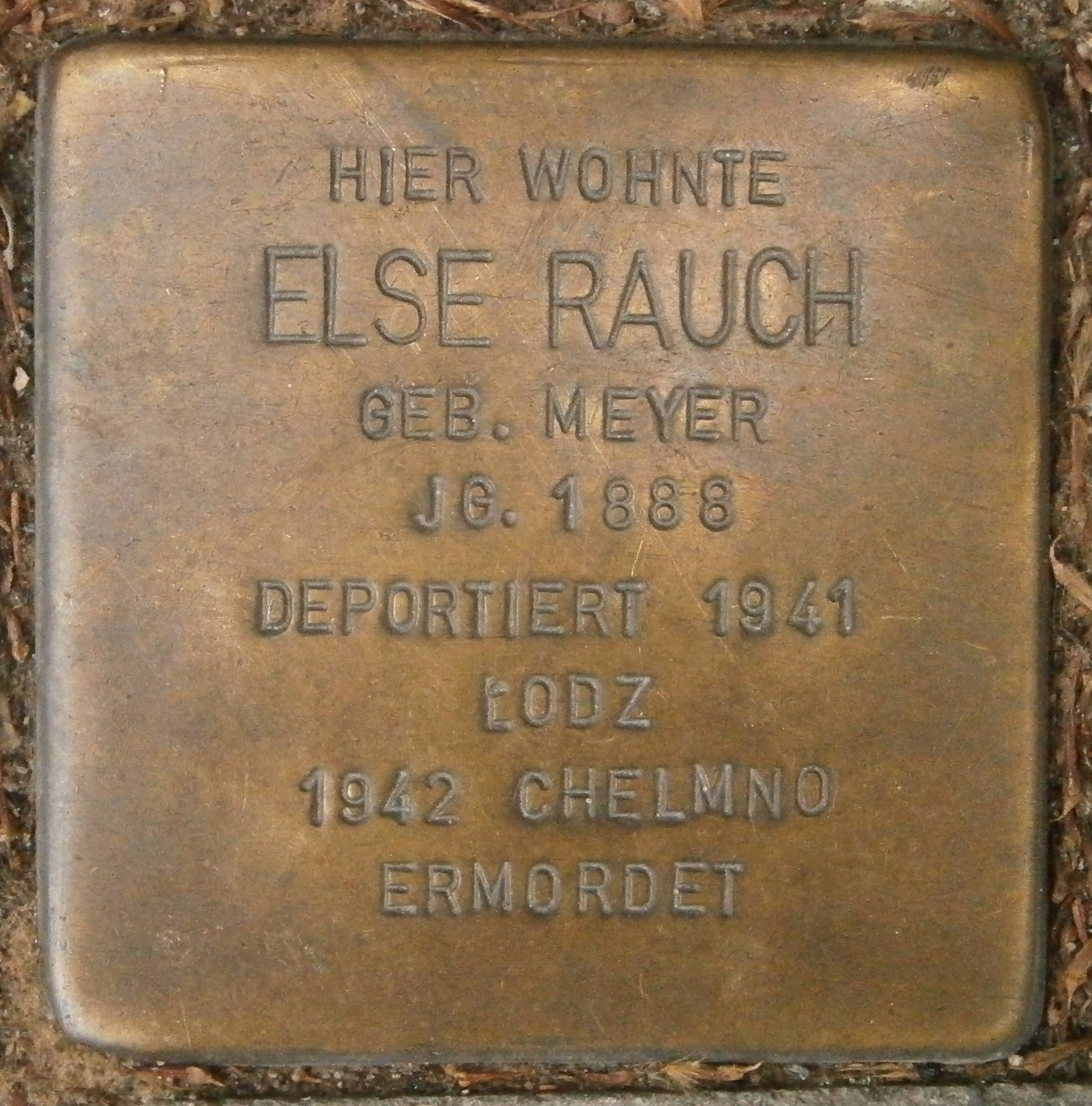
Stolperstein in der Grindelallee 152

Else Rauch war die älteste Tochter von Gustav Meyer und Emma, geb. Rosenbaum. 1890 zog die Familie nach Hamburg, wo der Vater als Kaufmann für Elektroartikel tätig war und wirtschaftlichen Erfolg hatte. Er beschloss, aus der jüdischen Gemeinde auszutreten, und wurde 1903 getauft, seine Familie folgte dem Vorbild. Sie lebten danach als aktive Christen in der Gemeinde. Else Meyer wurde 1904 anlässlich ihrer Konfirmation getauft. Nach dem Besuch des Lyzeums absolvierte sie von 1911 bis 1913 eine Ausbildung am Lehrerinnenseminar in Hamburg-Altona. Ab 1913 war sie zwanzig Jahre lang im Hamburger Schuldienst tätig. Mit der Weimarer Republik wurde 1918 die vierjährige Grundschule eingerichtet und Else Meyer unterrichtete dort in sämtlichen Fächern (Religion, Deutsch, Rechnen, Heimatkunde, Zeichnen, Singen). Bis 1933 lehrte sie an der Volksschule für Knaben in der Lutterothstraße in Hamburg-Eimsbüttel. Sie war mit Gustav Heinrich Phillipp Rauch verheiratet. Die Ehe blieb kinderlos und wurde 1928/1929 geschieden. Anfang der 1930er bezog Else Rauch eine Wohnung in Hamburg-Rotherbaum.
1933 wurde Else Rauch nach der Einführung eines „Arierparagraphen“ gezwungen, in Pension zu gehen. Zunächst blieb sie jedoch von weiteren Repressalien verschont und konnte in ihrer Wohnung bleiben. Obwohl christlicher Konfession, wurde sie gemäß den Nürnberger Gesetzen 1935 als „Volljude“ eingestuft und gehörte daher zu den ersten Deportierten. Am Vorabend des 25. Oktober 1941 brachte man sie in die Sammelstelle in der Moorweidenstraße. Am Folgetag wurde sie in einer Gruppe von 1000 Personen vom Hannoverschen Bahnhof aus in das Getto Litzmannstadt in Polen abtransportiert. Am 10. Mai 1942 erfolgte ihre Deportation nach Kulmhof. Dort wurde sie am Tag ihrer Ankunft ermordet. Ihr jüngerer Bruder Ludwig Walter (* 1900) war ebenfalls ein Opfer der Nationalsozialisten, er ist in Auschwitz verschollen. Ihre Geschwister Erich (* 1890) und Käthe (* 1904) flohen 1935 über Italien nach Havanna und überlebten auf diese Weise.

## Gedenken

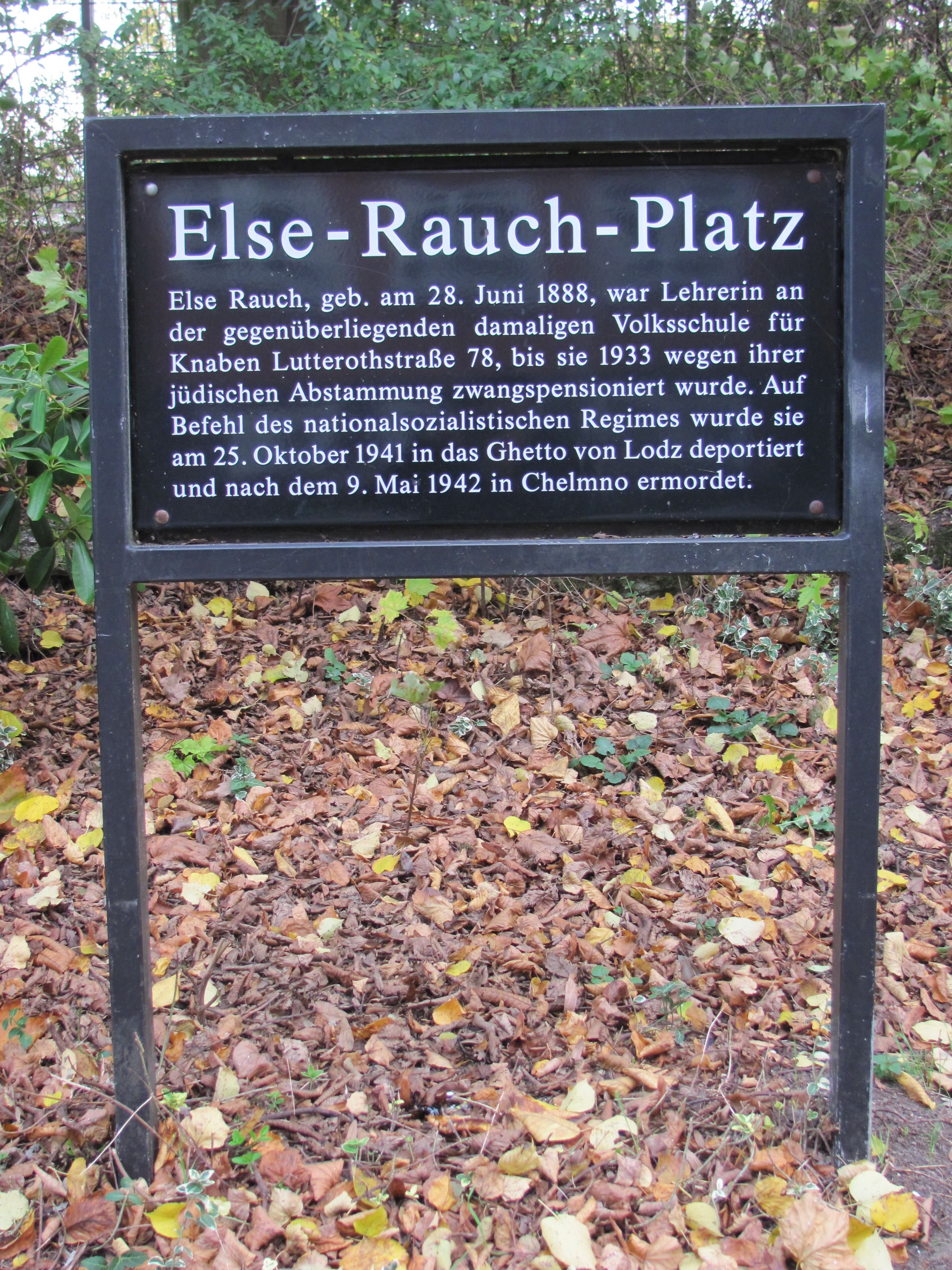
Gedenktafel am Else-Rauch-Platz

Im Jahr 2000 wurde der Else-Rauch-Platz in Eimsbüttel nach ihr benannt. Unweit des Platzes in der Lutterothstraße 78/80 befindet sich das Gebäude der ehemaligen Volksschule, an der Else Rauch lehrte. Es beherbergt eine Zweigstelle der Beruflichen Schule für Wirtschaft Hamburg-Eimsbüttel (BS 26). Vor dem Eingang der Schule erinnern ein Stolperstein und eine Gedenktafel an die Lehrerin Else Rauch. In der Grindelallee 152, Hamburg-Rotherbaum, befindet sich ein weiterer Stolperstein vor ihrer ehemaligen Wohnung.